# يان هندريك دي بوير
يان هندريك دي بوير (بالهولندية: Jan Hendrik de Boer)‏ (و. 1899 – 1971 م) هو كيميائي، وفيزيائي من مملكة الأراضي المنخفضة . وكان عضواً في الأكاديمية الملكية الهولندية للفنون والعلوم .
توفي في لاهاي، عن عمر يناهز 72 عاماً.